# Aporia (nem)
Az Aporia a lepkék (Lepidoptera) rendjének fehérlepkék (Pieridae) családjában az Aporiina (Chapman, 1895) öregnem névadó neme.
Magyarországon legismertebb faja a galagonyalepke (Aporia crataegi).